# Cerium(III)oxide
Cerium(III)oxide (Ce2O3) is een oxide van het zeldzame aardelement cerium. De stof komt voor als een goudgeel kristallijn poeder, dat onoplosbaar is in water.

## Synthese
Cerium(III)oxide wordt bereid door de reductie van cerium(IV)oxide met waterstofgas bij ca. 1400 °C:
{\displaystyle {\ce {2CeO2 + H2 -> Ce2O3 + H2O}}}
Het resultaat is luchtstabiel cerium(III)oxide. De productie bij andere temperaturen resulteert in pyrofoor cerium(III)oxide.

## Toepassingen

### Katalysatoren
Cerium(III)oxide wordt gebruikt als katalysator voor de reductie van CO-emissies in de uitlaatgassen van motorvoertuigen.
Wanneer er een tekort aan zuurstof is wordt cerium(IV)oxide door koolstofmonoxide gereduceerd tot cerium(III)oxide:
{\displaystyle {\ce {4CeO2 + 2CO -> 2Ce2O3 + 2CO2}}}
Wanneer er sprake is van een overschot aan zuurstof wordt het proces omgekeerd en cerium(III)oxide wordt geoxideerd tot cerium(IV)oxide:
{\displaystyle {\ce {2Ce2O3 + O2 -> 4CeO2}}}

### Waterstofproductie
De cerium(IV)oxide-cerium(III)oxidecyclus van CeO2/Ce2O3-cyclus is een tweestappencyclus om op thermochemische wijze water te splitsen voor waterstofproductie.

### Verlichting
Cerium(III)oxide wordt in keramische vorm samen met tin(II)oxide (SnO) gebruikt voor belichting met UV-licht. Het absorbeert licht met een golflengte van 320 nm en straalt licht uit met een golflengte van 412 nm. Cerium(III)oxide is immers goudgeel van kleur. Cerium(III)oxide-tin(II)oxide is een zeldzame combinatie die alleen met aanzienlijke inspanningen op laboratoriumschaal geproduceerd kan worden.